# Sklenářka
Sklenářka je usedlost v Praze 7-Troji v ulici Pod Hrachovkou. Stojí na vrcholu kopce a není obklopena zástavbou. Je chráněna jako kulturní památka České republiky. Je jednou z historických budov na území Zoo Praha.

## Historie
Stavba stojí na pozemcích vinice a původně byla postavena jako viniční lis. Později byla adaptována na obytnou usedlost s přízemním bytem pro správce a letním bytem měšťanského majitele v patře.
Věžovitá patrová stavba obdélného půdorysu je kryta valbovou střechou, kterou prochází mohutný komín. Její nároží byla zesílena šikmými opěráky. Sedm trámových stropů mělo dvě vrstvy polychromie - starší, v podobě ovinutí trámů dvěma druhy zelených ratolestí, byla doplněna mladší, černou, s ratolestmi a hrozny. Původně byla výmalba i na vnitřních stěnách, její zbytky se našly na špaletách oken. Podle dispozice stavby a výmalby bývá datován její vznik do poslední čtvrtiny 17. století.

### Po roce 1945
V polovině 20. století začal být stavba využívána k ubytování zaměstnanců zoo. Usedlost byla obývána do 80. let 20. století, poté chátrala. Velkou rekonstrukcí prošla v letech 1988 až 1990. Došlo sice k její záchraně, ale byla zničena její vnitřní výmalba.

### Současnost
V letech 2011 a 2012 došlo k rekonstrukci, která se snažila zachovat významné původní prvky. V současnosti se ve stavbě nacházejí prostory sloužící k reprezentaci Zoo Praha.

## Zajímavosti
Usedlost si "zahrála" ve filmu Psohlavci z roku 1931 (režie Svatopluk Innemann). Stavbě se říká také Katovna, a to snad právě podle natáčení tohoto filmu, neboť u Sklenářky byla ve filmu umístěna šibenice.